# Courson-les-Carrières
Courson-les-Carrières és un municipi francès, situat al departament del Yonne i a la regió de Borgonya - Franc Comtat. L'any 2007 tenia 849 habitants.

## Demografia

### Població
El 2007 la població de fet de Courson-les-Carrières era de 849 persones. Hi havia 336 famílies, de les quals 128 eren unipersonals (68 homes vivint sols i 60 dones vivint soles), 80 parelles sense fills, 104 parelles amb fills i 24 famílies monoparentals amb fills.
La població ha evolucionat segons el següent gràfic:
Habitants censats

### Habitatges
El 2007 hi havia 447 habitatges, 349 eren l'habitatge principal de la família, 57 eren segones residències i 40 estaven desocupats. 387 eren cases i 55 eren apartaments. Dels 349 habitatges principals, 254 estaven ocupats pels seus propietaris, 87 estaven llogats i ocupats pels llogaters i 9 estaven cedits a títol gratuït; 6 tenien una cambra, 28 en tenien dues, 78 en tenien tres, 99 en tenien quatre i 139 en tenien cinc o més. 253 habitatges disposaven pel capbaix d'una plaça de pàrquing. A 167 habitatges hi havia un automòbil i a 121 n'hi havia dos o més.

### Piràmide de població
La piràmide de població per edats i sexe el 2009 era:
| Homes | Edats   | Dones |
| ----- | ------- | ----- |
| 0     | 95 o +  | 0     |
| 8     | 90 a 94 | 12    |
| 4     | 85 a 89 | 32    |
| 4     | 80 a 84 | 16    |
| 24    | 75 a 79 | 20    |
| 20    | 70 a 74 | 28    |
| 8     | 65 a 69 | 36    |
| 24    | 60 a 64 | 12    |
| 20    | 55 a 59 | 20    |
| 24    | 50 a 54 | 12    |
| 32    | 45 a 49 | 24    |
| 32    | 40 a 44 | 40    |
| 16    | 35 a 39 | 24    |
| 12    | 30 a 34 | 20    |
| 32    | 25 a 29 | 12    |
| 32    | 20 a 24 | 24    |
| 32    | 15 a 19 | 40    |
| 16    | 10 a 14 | 36    |
| 24    | 5 a 9   | 24    |
| 16    | 0 a 4   | 12    |

## Economia
El 2007 la població en edat de treballar era de 495 persones, 369 eren actives i 126 eren inactives. De les 369 persones actives 334 estaven ocupades (185 homes i 149 dones) i 35 estaven aturades (12 homes i 23 dones). De les 126 persones inactives 48 estaven jubilades, 42 estaven estudiant i 36 estaven classificades com a «altres inactius».

### Ingressos
El 2009 a Courson-les-Carrières hi havia 360 unitats fiscals que integraven 789 persones, la mediana anual d'ingressos fiscals per persona era de 16.512 €.

### Activitats econòmiques
Dels 49 establiments que hi havia el 2007, 1 era d'una empresa alimentària, 2 d'empreses de fabricació d'altres productes industrials, 8 d'empreses de construcció, 8 d'empreses de comerç i reparació d'automòbils, 4 d'empreses de transport, 5 d'empreses d'hostatgeria i restauració, 1 d'una empresa d'informació i comunicació, 4 d'empreses financeres, 1 d'una empresa immobiliària, 3 d'empreses de serveis, 8 d'entitats de l'administració pública i 4 d'empreses classificades com a «altres activitats de serveis».
Dels 20 establiments de servei als particulars que hi havia el 2009, 1 era una gendarmeria, 1 oficina de correu, 1 una oficina bancària, 2 tallers de reparació d'automòbils i de material agrícola, 2 paletes, 3 fusteries, 1 lampisteria, 2 electricistes, 3 perruqueries, 1 veterinari, 1 restaurant, 1 agència immobiliària i 1 tintoreria.
Dels 3 establiments comercials que hi havia el 2009, 1 era una gran superfície de material de bricolatge, 1 una botiga de menys de 120 m² i 1 una joieria.
L'any 2000 a Courson-les-Carrières hi havia 10 explotacions agrícoles.

## Equipaments sanitaris i escolars
El 2009 hi havia 1 farmàcia i 1 ambulància.
El 2009 hi havia una escola elemental integrada dins d'un grup escolar amb les comunes properes formant una escola dispersa. Courson-les-Carrières disposava d'un col·legi d'educació secundària amb 342 alumnes.

## Poblacions més properes
El següent diagrama mostra les poblacions més properes.